# Шостром, Эверетт
Эверетт Лео Шостром (англ. Everett Leo Shostrom; 13 декабря 1921, Рокфорд, Иллинойс — 8 декабря 1992, Санта-Ана, Калифорния) — американский психолог и психотерапевт, продюсер, сторонник гуманистической психологии, ученик Абрахама Маслоу, являлся президентом Американской психологической ассоциации.

## Биография
Окончил Университет штата Иллинойс. Получил степень доктора философии[уточнить] в 1950 году в Стэнфордском университете. В дальнейшем работал в области психологического консультирования и преподавал в ряде университетов США. В 1973 году возглавлял секцию Гуманистической психологии Американской психологической ассоциации.
Детство прошло на Среднем Западе США, был любимым ребёнком в семье. Образование Э. Шострома началось с воскресной школы при церкви. В школе был строгий порядок, развлечения были под запретом. Сам автор стал воспринимать религию, как систему запретов. Негативные впечатления, оставшиеся у маленького мальчика, которому будет суждено стать известным психологом, сыграли ведущую роль в создании его типологии манипуляторов. Сам Э. Шостром писал: «Я представлял себе Бога манипулятором. Он опирался на отрицательное, а не на положительное: я могу оставаться хорошим лишь в том случае, если буду подчиняться этим многочисленным запретам».
Университет штата Иллинойс стал следующим этапом в его жизни. Во время обучения Э. Шостром начинает замечать, что проигрывая с преподавателем роль «попираемого» (проявляя смирение и раболепие), он получал оценки выше.
В армии окончил Офицерскую школу в форт Беннинге, штат Джорджия. Стал одним из кандидатов в офицеры, где успешно воспроизводил схему, работающую в прошлом университете: «попираемый и попирающий». Принимал участие в битве за Балдж, во время битвы осознал, что отношение к солдату играет решающую роль в исходе войны: если относиться к солдату, как к человеку, а не как к вещи, он решает более сложные задачи.
После окончания войны Э. Шостром поступает в Стэнфордский университет, учится в аспирантуре. Отношение к студентам Стэнфордского университета отличалось от отношения в Иллинойсе. Э Шостром узнает, что значит уважение, выходит из роли «попираемого». Он начинает замечать, что уважительное отношение преподавателей способствует его личностному росту.
Лето провёл в Чикагском университете, где познакомился с профессором Карлом Роджерсом и его учениками, проходил терапию по его системе: «Ты-Ты», основанной на уважении к себе и окружающим. В 1950 году получил степень доктора философии.
После завершения обучения в Стэнфордском университете, становится преподавателем в Пеппердайском колледже, его научным руководителем стал доктор И. В. Пуллиас, с которым ему уже приходилось работать ранее. После опыта работы преподавателем Э. Шостром решил полностью посвятить себя психологическому консультированию. Во время занятий консультативной психологией с ним знакомятся: доктор Фредерик Перлз и доктор Абрахам Маслоу. Далее следует период терапии у Фредерика Перлза, который оказал значительное влияние на Э. Шострома и его последующие работы. Увидев воодушевление, которое вызывали его работы у Мак-Дэниел, Хилгард, Перлз и Маслоу, его вера в себя укрепилась.
Э. Шостром писал о себе: «Нужно чётко уяснить, что мы, как психологи, не можем позволять нашим клиентам обожествлять нас. Превращая психолога в своём воображении во всемогущую фигуру, клиент проецирует на него всю свою силу, а сам занимает роль „попираемого“. Так что я не пример совершенства, я пример человечности».

## Основной вклад в психологию
Разработал несколько диагностических опросников, предназначенных для использования в практике психологического консультирования. Наиболее известным из них является Опросник личностной ориентации (Personal Orientation Inventory, POI), основанный на концепции Абрахама Маслоу и предназначенный для количественной оценки степени самоактуализации личности.
Э. Шостром внёс значительный вклад в создание учебных фильмов по психологическому консультированию. В этих фильмах (с участием таких известных психотерапевтов, как Альберта Эллиса, Карл Роджерс и Фредерик Перлз) были показаны терапевтические сессии с реальными клиентами, что было достаточно смелым шагом для того времени.
Э. Шостром является автором десяти научно-популярных и учебных книг. Наиболее известная из них, «Человек-манипулятор» (Man, the Manipulator (1967), на русском языке также выходила под названием «Анти-Карнеги») выдержала 22 издания, общий тираж составил более миллиона экземпляров. Основной идеей книги является противопоставление двух типов поведения и жизни людей: манипулятивного (основанного на отношении к себе и другим людям как к неодушевлённым вещам, средствам достижения определённых целей) и актуализационного (основанного на искреннем самопроявлении, принятии самого себя и других в качестве самоценных личностей). Э. Шостром описывает причины и типы манипуляции, способы, при помощи которых их можно распознать, а также способы личностного развития от манипуляции к актуализации. В его представлении каждый человек в той или иной степени является манипулятором. Причиной этого является невротическая отягощённость людей. Э. Шостром предлагает использовать уже готовые личностные предпочтения средств достижения межличностных целей таким образом, чтобы на их основе можно было создавать более конструктивные способы межличностного взаимодействия.

#### Типология манипуляторов
Для начала Э. Шостром обозначает два понятия: актуализатор и манипулятор. Понятие актуализатор было введено Абрахамом Маслоу и Куртом Гольдштейном, оно обозначает человека, который развивает свой положительный потенциал. Актуализатор наиболее искренен и естественен, он является противоположностью манипулятора. Манипулятор воспринимает себя и другого человека как вещь, его цель — контролировать окружающих. Каждый человек отчасти актуализатор, отчасти манипулятор. Манипуляторы в свою очередь делятся на типы:
1. Диктатор. Для него характерно доминирование, преувеличение своей силы, указывает на авторитеты, пытается управлять человеком. Варианты: Босс, Настоятельница, Младшие Боги, Начальник.
2. Тряпка. Пара диктатора, его антипод. Этот тип манипуляторов преувеличивает свою слабость и чувствительность. Для тряпки характерно: забывчивость, пассивность, молчание. Варианты: Глупый, Хамелеон, Мнительный, Смущающийся, Конформист, Отступающий.
3. Калькулятор. Считает необходимым всё контролировать. Ради контроля над другими прибегает ко лжи, хитрости, проверке. Варианты: Аферист, Игрок, Шантажист, Делатель рекламы, делец.
4. Прилипала. Антипод калькулятора. Данному типу характерно преувеличение своей зависимости от другого. Пытается привлечь внимание, заботу. Незаметно заставляет выполнять свою работу. Варианты: Нытик, Ипохондрик, Паразит, Беспомощный, Вечный Ребёнок, Иждивенец.
5. Хулиган. Данный тип преувеличенно агрессивен, груб, жесток. Метод управления другими: разного рода угрозы. Виды: Ненавистник, Гангстер, Оскорбитель, Угрожающий, Женская вариация Хулигана — Сварливая баба («Пила»).
6. Славный парень. Присутствует гиперзабота, гиперлюбовь, чрезмерная внимательность к другому. Антипод Хулигана, причём с ним контактировать сложнее. Его нельзя побороть. В итоге их столкновения побеждает всегда Славный парень. Варианты: Добродетельный Моралист, Угодливый, Человек организация.
7. Судья. Гиперкритичность. Отсутствует доверие, обвиняет других, не прощает либо прощает с трудом. Варианты: Обвинитель, Собиратель улик, Заставляющий признать вину, Позорящий, Собиратель улик, Всезнающий, Оценщик, Мститель.
8. Защитник. Антипод Судьи. Он всегда поддержит (даже если этого не требуется), принимает чужие ошибки. Своим сочувствием он портит других людей, отнимает возможность проявить самостоятельность, при этом не занимается своими делами, так как все время уходит на решение проблем других. Варианты: Утешитель, Покровитель, Самоотверженный, Наседка с цыплятами, Помощник.